# Agardita
La agardita es la denominación general de varios minerales arseniatos del grupo de los minerales fosfatos —subgrupo de la mixita—, que la IMA acepta como minerales distintos.

## Etimología
La agardita-(Y), de la mina Bou Skour  en Djebel Sarhro, Marruecos, la primera que se descubrió del grupo de agarditas, fue nombrada en honor de Jules Agard, un geólogo francés de la Bureau de Recherches Géologiques et Minières de Orléans, Francia. Los otros tres fueron nombrados por su similitud con este. Un sinónimo antiguo que debe ser evitado es clorotilo de Walenta.

## Características químicas

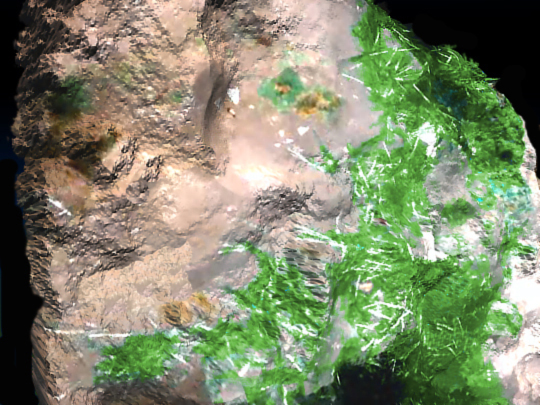
Agardita

El grupo de las agarditas son minerales del grupo de la mixita cuya característica principal es que están enriquecidos en tierras raras, siendo arseniato hidroxilados e hidratados de cobre. Todos ellos cristalizan en el Sistema cristalino hexagonal y la mayoría son ligeramente radiactivos.

## Minerales del grupo
Las cuatro especies denominadas como agardita son:
- Agardita-(Ce),[3] IMA2003-030: (Cu2+)6Ce(AsO4)3(OH)6·3H2O.

- Agardita-(La),[4] IMA1980-092: (Cu2+)6La(AsO4)3(OH)6·3H2O.

- Agardita-(Nd),[5] IMA2010-056: (Cu2+)6Nd(AsO4)3(OH)6·3H2O.

- Agardita-(Y),[6] IMA1968-021: (Cu2+)6Y(AsO4)3(OH)6·3H2O.

Otro mineral aceptado de nombre muy similar es la plumboagardita. Aunque antes si lo eran, no son aceptados como válidos por la IMA la agardita-(Ca) ni la agardite-(Dy).

## Formación y yacimientos
Algunos de ellos se forman como secundarios como producto de la oxidación de minerales del cobre en yacimientos polimetálicos.